# Dančanje
Dančanje is een plaats in de gemeente Ston in de Kroatische provincie Dubrovnik-Neretva. De plaats telt 31 inwoners (2001).